# Franziskaner in Lechenich

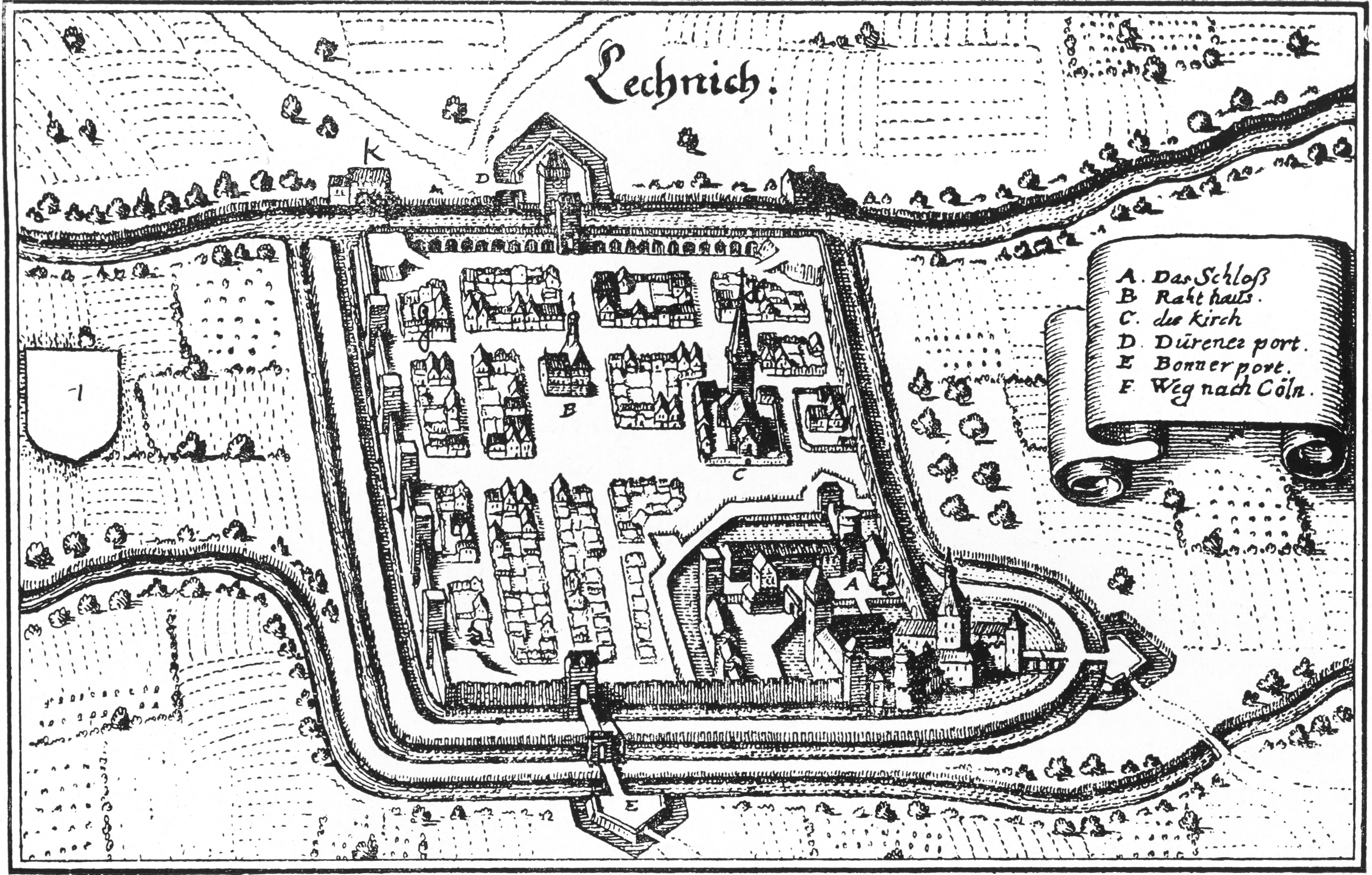
„Lechnich“ um 1646, mit St. Kilian als einziger Kirche

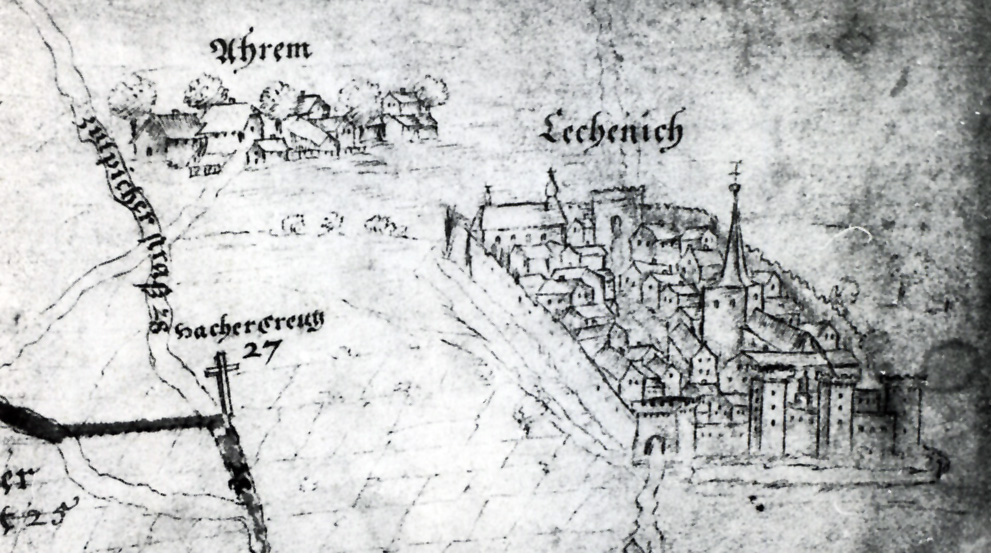
Eine Flurkarte des 18. Jh. zeigt die Franziskanerkirche

Der Franziskaner in Lechenich ist ein ehemaliges Franziskanerkloster in Lechenich, welches heute als Hotel genutzt wird.

## Geschichte
1648 übernahmen Angehörige des Franziskanerordens Grundbesitz in Lechenich, um dort ein Kloster zu errichten. Die dem Brühler Konvent der Franziskaner-Rekollekten (Observanten) angehörenden Brüder der Kölnischen Franziskanerprovinz (Colonia) erbauten zwischen den Jahren 1655 und 1665 ein Kloster sowie eine kleine Kirche. Die Einrichtung lag im äußeren südwestlichen Stadtbereich, an der noch heute so benannten Klosterstraße, in der Nähe des heutigen „Herriger Tores“ der Stadtmauer. Das Kloster wurde infolge der Säkularisation aufgelöst, die Baulichkeiten wurden weitgehend abgerissen. Ähnlich der Darstellung des Matthäus Merian, die die befestigte Stadt um 1646 in einer Vogelperspektive zeigt, veranschaulicht eine Ansicht vom Anfang des 18. Jahrhunderts ein nun leicht verändertes Stadtbild. Es zeigt am südwestlichen Stadtrand eine weitere Kirche. Bei der Darstellung handelt es sich um einen Ausschnitt aus einer Flurkarte damaliger Zeit, die die Grenzen der Herrschaft Bliesheim, des Stiftes St. Maria ad Gradus in Köln, aufzeigten. Welchen exakten Zeitraum die in dieser Karte eingefügte Stadtansicht wiedergibt, ist nicht zu verifizieren.

### Der Brühler Konvent

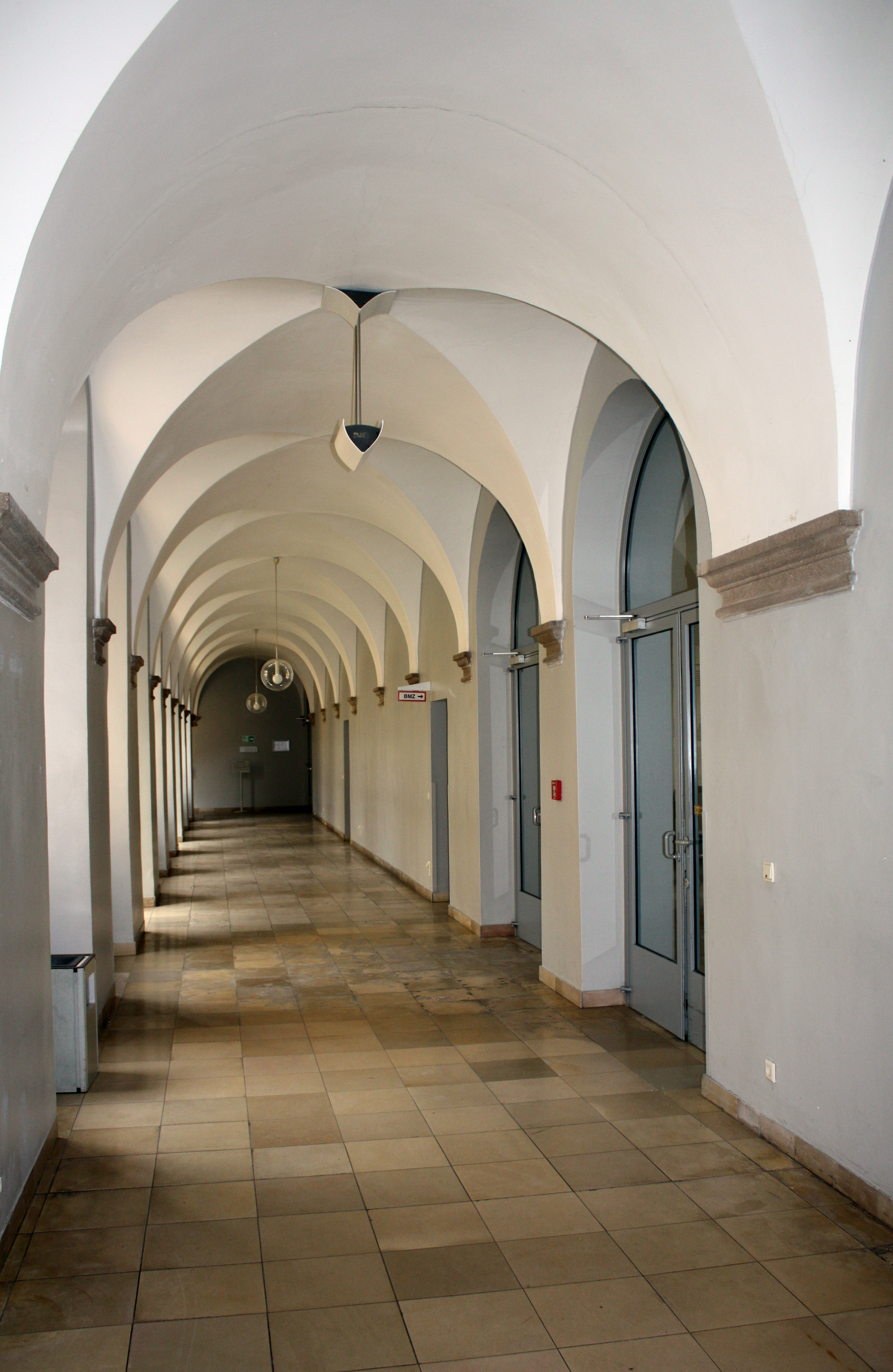
Kreuzgang des ehem. Brühler Franziskanerklosters

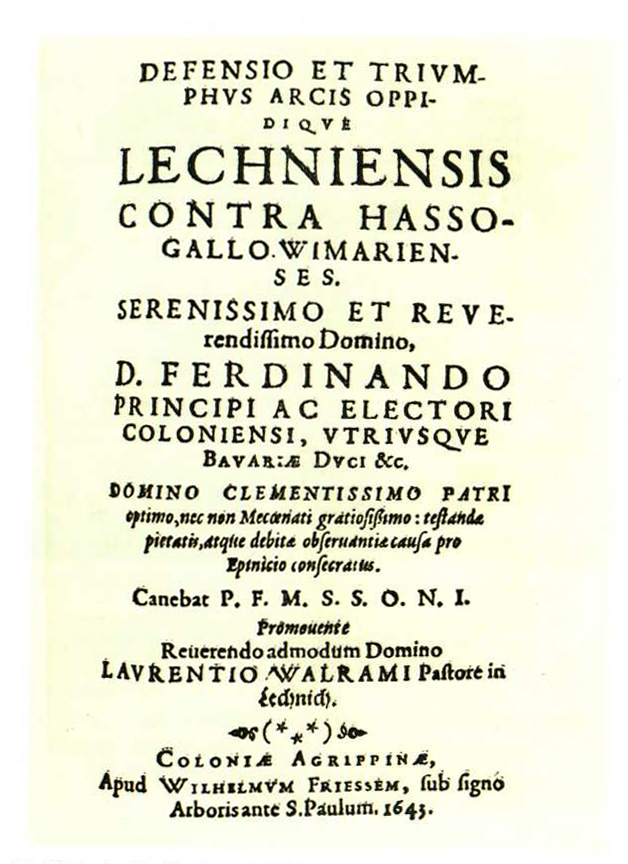
Titelseite des Buches „DEFENSIO ET TRIVMPHVS“

Die Brühler Franziskaner-Observanten waren seit dem Ende des 15. Jahrhunderts in Brühl ansässig. Die Weihes ihres von Erzbischof Hermann gestifteten Klosters fand 1494 statt.
Lechenich, mit großen Teilen des kurfürstlichen Amtes, gehörte zu den durch die Brühler Franziskaner betreuten Gebieten. Sie waren schon in diesem Gebiet tätig, nachdem ihnen der Kölner Erzbischof Adolf von Schauenburg 1556 den Gottesdienst in der Schlosskapelle übertragen hatte. Ab 1617 hielt ein Brühler Ordensgeistlicher in zweiwöchiger Abfolge eigens für die gegründete Gürtelbruderschaft des hl. Franziskus sonntags eine Bruderschaftsfeier ab. Diese wurde in der Pfarrkirche St. Kilian an einem der Nebenaltäre der Kirche gehalten, der den Patronen der Bruderschaft geweiht war.
Als sich der Novizenmeister des Brühler Klosters, Pater Mathias Sarburg, vor den anstehenden Ostertagen des Jahres 1642 aushilfsweise in Lechenich aufhielt, wurde auch er ein Opfer der während einer der zahlreichen Kämpfe des Dreißigjährigen Krieges am Karfreitag begonnenen Belagerung der Stadt.
Im Jahr 1643 wurde von dem örtlichen Pfarrer, Laurentius Walram, eine Schilderung dieser Ereignisse unter dem Titel
 „Verteidigung und Triumph des Schlosses und der Stadt Lechenich gegen die hessischen, weimarschen und französischen Truppen“ zum Druck bei dem Kölner Buchdrucker Wilhelm Friessem in Auftrag gegeben.
Die so publizierten Geschehnisse erschienen in einer lateinischen Druckausgabe, deren Manuskript von dem Zeitzeugen Pater Mathias Sarburg verfasst worden war. Pater Sarburgs Ansporn zur Verteidigung während der Belagerung der Stadt sowie die Veröffentlichung des Epos soll nach Sarburgs Darstellung der Anlass gewesen sein, dass sich die Lechenicher Bürger eine eigenständige Klostereinrichtung vor Ort wünschten.

### Schenkung und Status
Nach Beendigung des Dreißigjährigen Krieges erfüllte am 6. Mai 1648 Kurfürst Ferdinand den Wunsch der Lechenicher und erteilte dem zuständigen Provinzial der kölnischen Ordensprovinz der Franziskaner-Rekollekten, Heinrich Lotius, die Genehmigung zu einer Ordensneugründung in Lechenich und anschließender Errichtung eines Klostergebäudes und einer Kirche mit einem Glockenturm. Noch im gleichen Monat erhielten die Franziskaner von dem Lechenicher Schultheißen Adolf Dierath ein von ausreichendem Baugrund umgebenes Haus als Geschenk. Das Grundstück umfasste das Gelände zwischen der Kloster- und Melchiorstraße bis an die südwestliche Befestigungsmauer der Stadt. Teile derselben sind noch heute auch entlang der Straße „Auf dem Graben“ (Höhe Herriger Tor), erhalten.
Nach der Herrichtung des Hauses, die sie jedoch erst im Jahr 1649 begannen, zogen die Ordensbrüder im Oktober des gleichen Jahres ein. Bis zur Fertigstellung eines eigenen kleinen Bethauses im Folgejahr feierten sie die Heilige Messe in der örtlichen Pfarrkirche St. Kilian. Am 2. Juni 1652 wurde das Kloster zum Konvent erhoben.
Vom Brühler Konvent waren als „Terminierbezirk“ schon 1657 die Pfarreien Balkhausen, Kierdorf, Liblar, sowie Burg Türnich und Schloss Gracht  an den Lechenicher Konvent abgegeben worden.

## Kloster und Kirche
Zur Finanzierung neuer Klostergebäude und einer Klosterkirche erhielt der neue Lechenicher Konvent neben Spenden der Bürgerschaft auch finanzkräftige Unterstützung durch namhafte Stifter, so von dem Freiherrn Degenhard Adolf Wolff Metternich, Amtmann zu Lechenich und kurkölnischem Oberststallmeister, dem Hofmarschall Baron von Gymnich und dem Malteserritter Konrad Scheiffart von Merode, Herr zu Weilerswist.
Zum Festtag der Heiligen Peter und Paul am 29. Juni des Jahres 1655 konnte die Grundsteinlegung der Franziskanerkirche erfolgen. Ab dem Jahr 1660 fanden dann Gottesdienste in der neuen St.-Josef-Kirche statt.

### Vernichtung und Neuaufbau

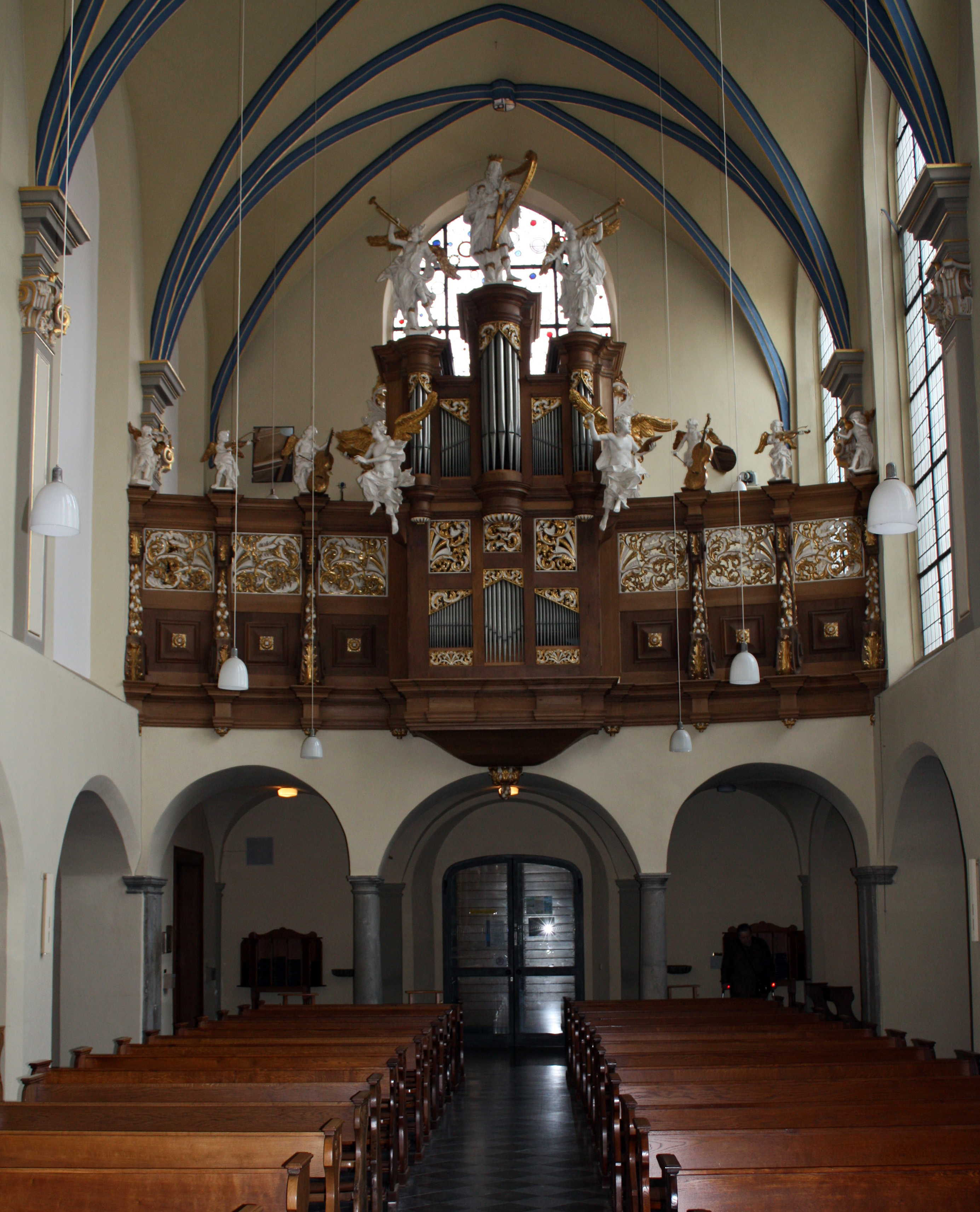
Orgel der ehemaligen Franziskanerkirche Lechenich, jetzt in der Schlosskirche Brühl

Von dem großen Stadtbrand Lechenichs im Jahr 1722 war auch das Kloster und seine Kirche betroffen, die Einrichtung wurde bis auf einige Gebäudeteile vernichtet.
Der Wiederaufbau nahm jedoch nur wenige Jahre in Anspruch. So war schon Ende September 1722 der Gebäudeflügel, in dem sich das Refektorium befunden hatte, wieder errichtet worden. Im Sommer des Folgejahres entstanden die beiden restlichen Flügelbauten des Klosters, danach nahm man den Wiederaufbau der dem heiligen Josef geweihten Kirche vor. Während des Wiederaufbaus der Kirche fand der Gottesdienst im Eingangsbereich des nur wenig geschädigten Glockenturmes statt, während die Teilnehmer im Kreuzgang standen. Die am 8. September 1724 mit einem feierlichen Gottesdienst eingeweihte Kirche war der Überlieferung nach in späterer Zeit (1750) im Stil des Rokoko ausgestattet worden. Sie soll in einigen Details Ähnlichkeiten mit der Brühler Franziskanerkirche aufgewiesen haben. Im Vergleich zu dieser blieb von dem Lechenicher Kirchenbauwerk nichts, nur wenige Reste der Klostergebäude sind in der Klosterstraße erhalten.

### Säkularisation

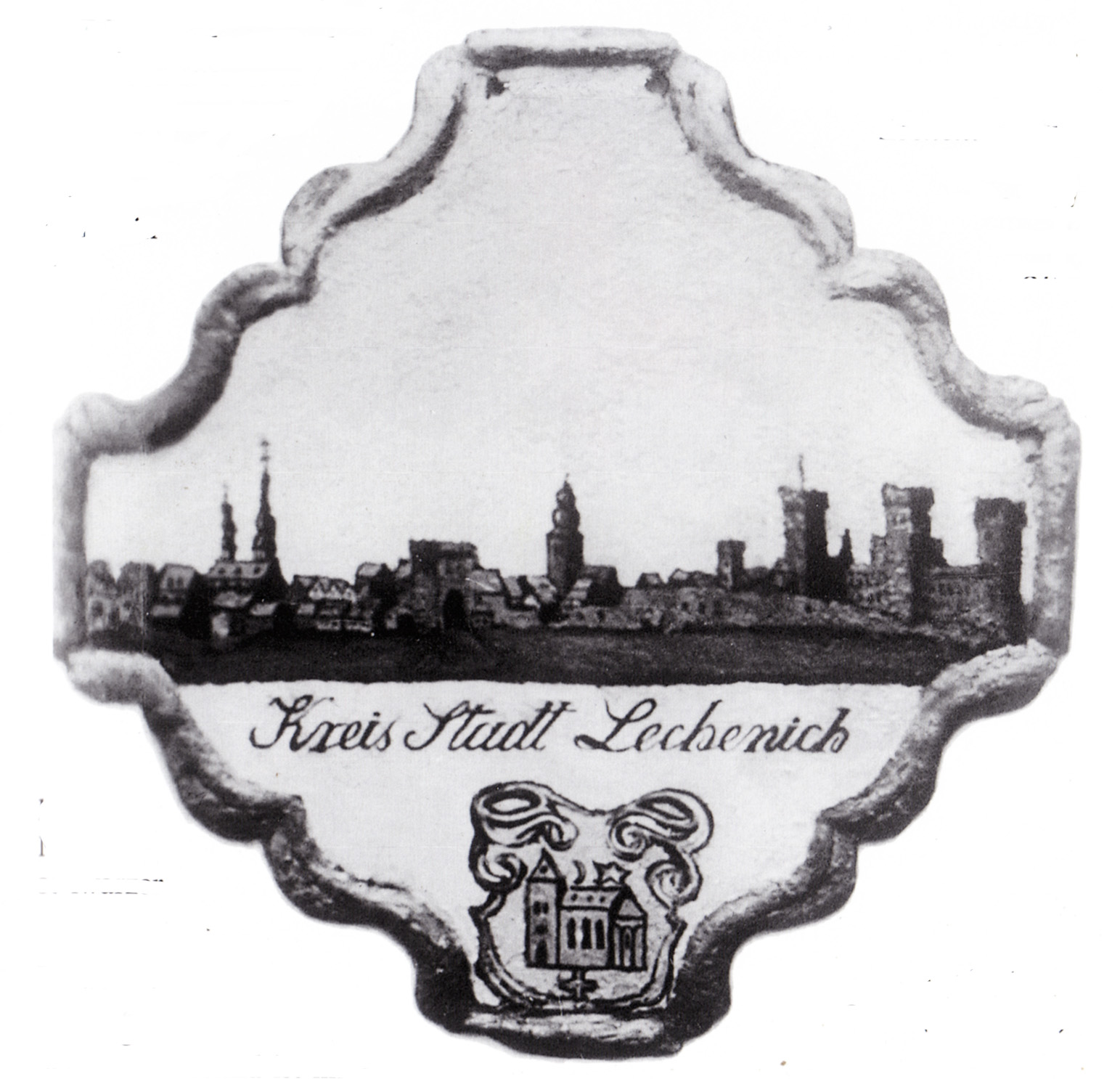
Lechenich auf einem Kerzenschild

Ein aus dem Wallfahrtsort Kevelaer stammendes, um 1818 gefertigtes Kerzenschild (im Besitz der Pfarrei St. Kilian) zeigt eine Darstellung Lechenichs vor dem Abriss der Klosterkirche. Zu sehen sind als hohe Gebäude von links beginnend die Franziskanerkirche, das Herriger Tor, die Pfarrkirche und das Schloss Lechenich. Mit der fast vollständigen Zerstörung der St.-Josef-Kirche sowie der anderen Klosteranlagen durch die Auswirkungen der Säkularisation endete die Geschichte des Lechenicher Franziskanerordens.
Die Franziskaner wirkten über 150 Jahre in Lechenich und seinem Umland. Neben ihrer seelsorgerischen Hauptaufgabe engagierten sie sich in der Lehrtätigkeit. 1783 eröffneten sie in Lechenich eine Elementar- sowie eine Lateinschule, beide waren in den Räumen des Klosters untergebracht. Nach dem 1801 abgeschlossenen Konkordat zwischen Napoléon Bonaparte und Papst Pius VII. wurden im Juli 1802 die meisten Klöster aufgehoben und ihr Besitz beschlagnahmt. Schon bald nach dem Verkauf des Klosters in Aachen, der Hauptstadt des Département de la Roer, (1805) erfolgte der Abriss der Klosterkirche St. Josef.
Angaben zum Verbleib des Kloster- und Kircheninventars sind vage. Die Orgel, das Beichtgestühl und ein Seitenaltar wurden später an anderen Orten erwähnt. Das Beichtgestühl befand sich lange Zeit in der Hürther Kirche Alt St. Katharina und danach in der Kirche St. Josef Hürth-Knapsack. So gelangte die spätbarocke Orgel zunächst nach Weilerswist und von dort, nach dem Zweiten Weltkrieg, in die ehemalige Franziskaner- und Schlosskirche St. Maria von den Engeln nach Brühl. Nach einer Restaurierung 1967 konnte die prachtvolle Orgel eingeweiht werden. Eine Reliquie der heiligen Apollonia war noch rechtzeitig vor dem Verkauf des Inventars (1803) an die Pfarrkirche St. Kilian übertragen worden.

## Hotel Franziskaner

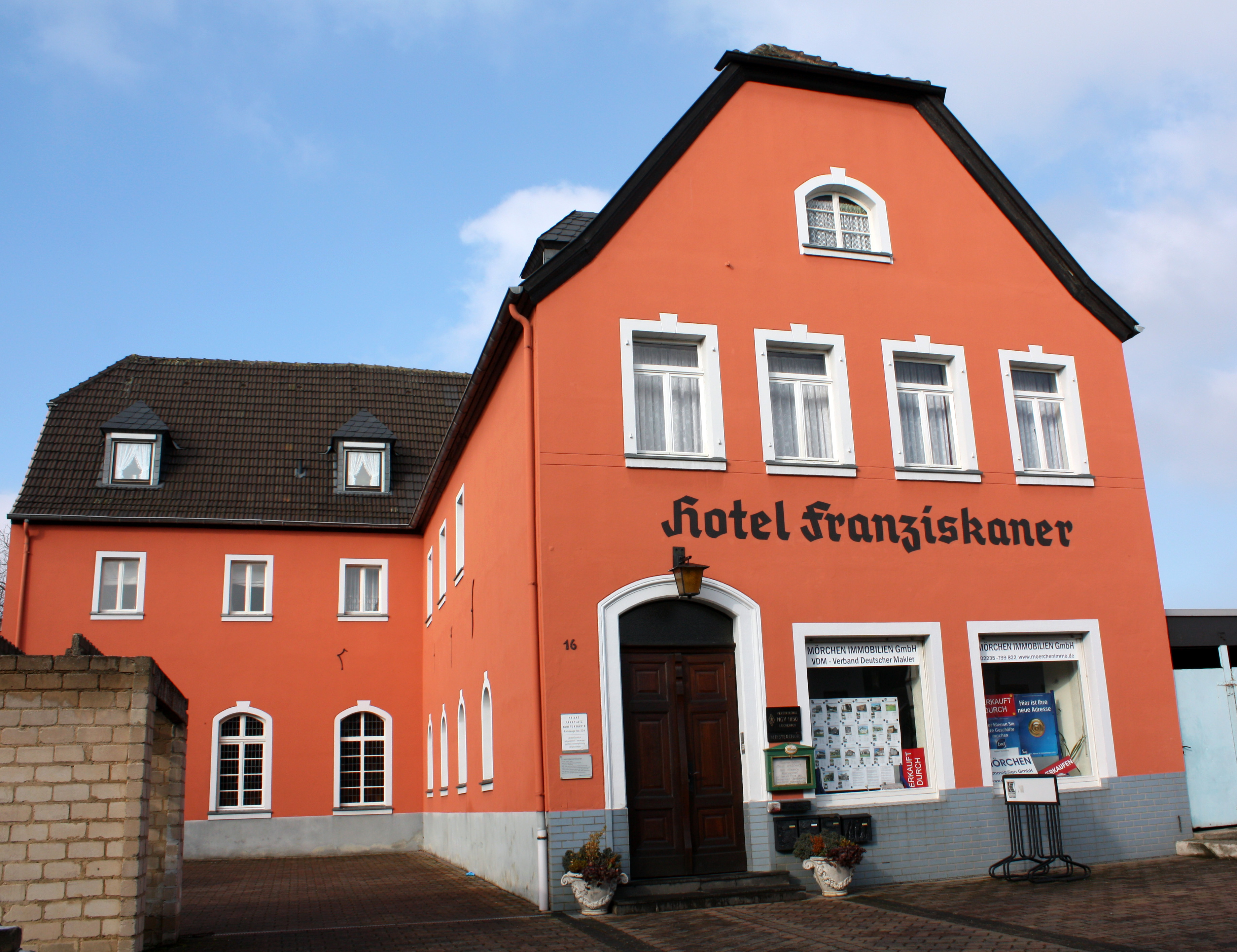
Hotel Franziskaner an der Klosterstraße

Das Klostergelände ging zunächst in staatlichen Besitz über und ging später parzelliert an private Eigentümer. Eine Reminiszenz an die ehemalige Klosteranlage ist das Haus „Hotel Franziskaner“. Es ist der erhaltene Nordwestflügel des Klosters an der Klosterstraße. Es erinnert nicht nur durch seine Bezeichnung an den ehemaligen Sitz der Lechenicher Franziskaner. So konnte im Abgleich mit einem dem Düsseldorfer Staatsarchiv vorliegendem alten Grundriss der Klosteranlage und der noch vorhandenen Relikte der alten Architektur des Hotels und benachbarter Gebäude Erkenntnisse zur Anordnung der einzelnen Baulichkeiten gewonnen werden.

### Rekonstruktion

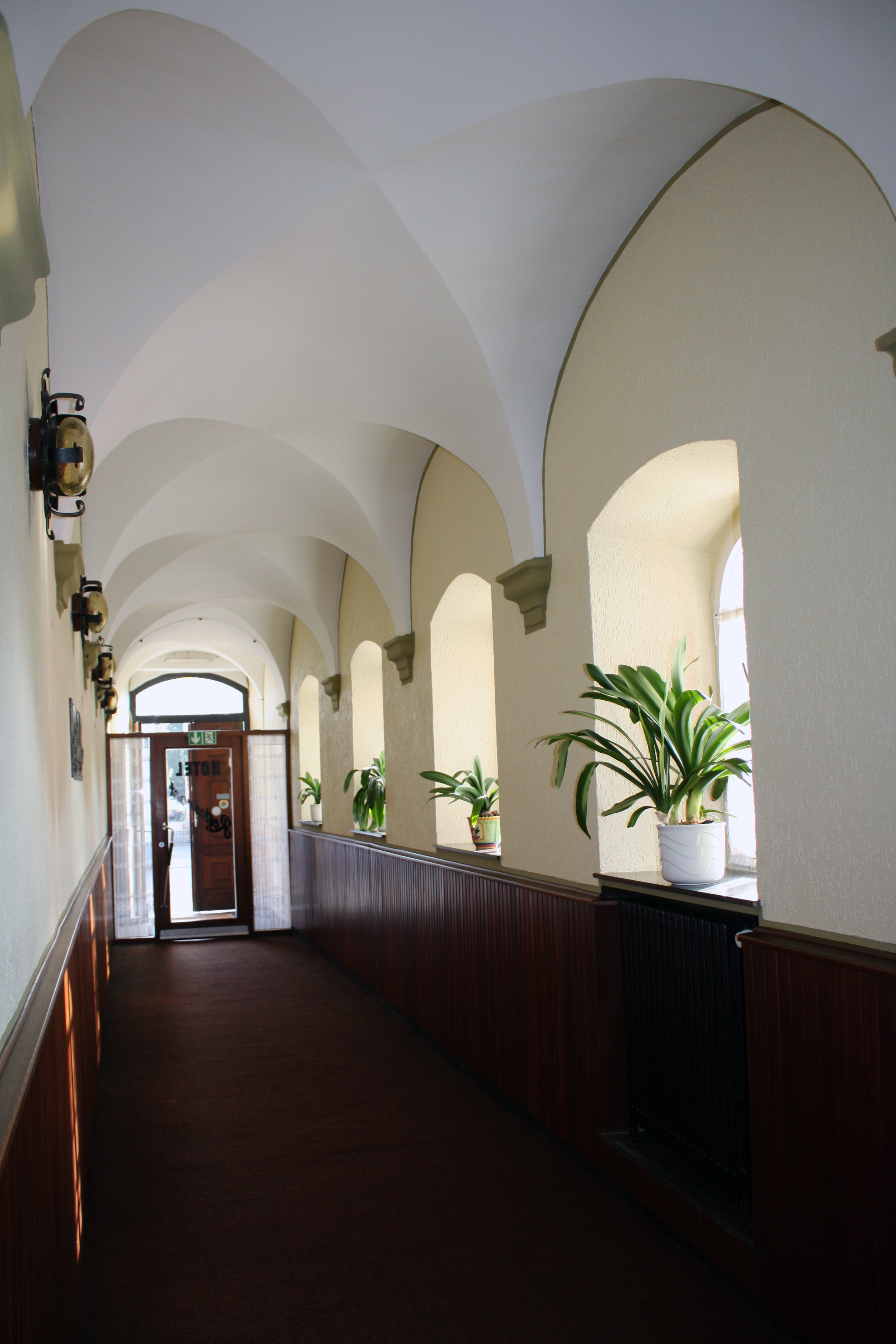
Erhaltenes Kreuzgratgewölbe

Die entgegen der traditionellen Ost-West-Ausrichtung (Ostung) erbaute Klosterkirche lag in Längsrichtung an der am Markt beginnenden, in Nord-Süd-Richtung verlaufenden Klosterstraße. Sie soll etwa bis zur linken Eckmauer des heutigen Hotelbaus gereicht haben. Dem südlichen Chor der Kirche schloss sich ein kleines als Krankenhaus genutztes Gebäude an. Diesem folgte vor den im Hintergrund liegenden Stallungen ein Gesindehaus. Am Rand des Klostergeländes, unmittelbar an der Stadtmauer gelegen, betrieben die Ordensbrüder ein Brauhaus.

Hinter der Kirche befanden sich die Klostergebäude, deren erhaltener von einem Kreuzgratgewölbe überspannter Gang des Nord- und Westflügels Teile des heutigen Hotelgebäudes sind. Diese Flügelbauten umschlossen U-förmig den wiederum von dem Kreuzgang umzogenen Innenhof (Quadrum), der auch nach dem Abriss unbebaut blieb. 

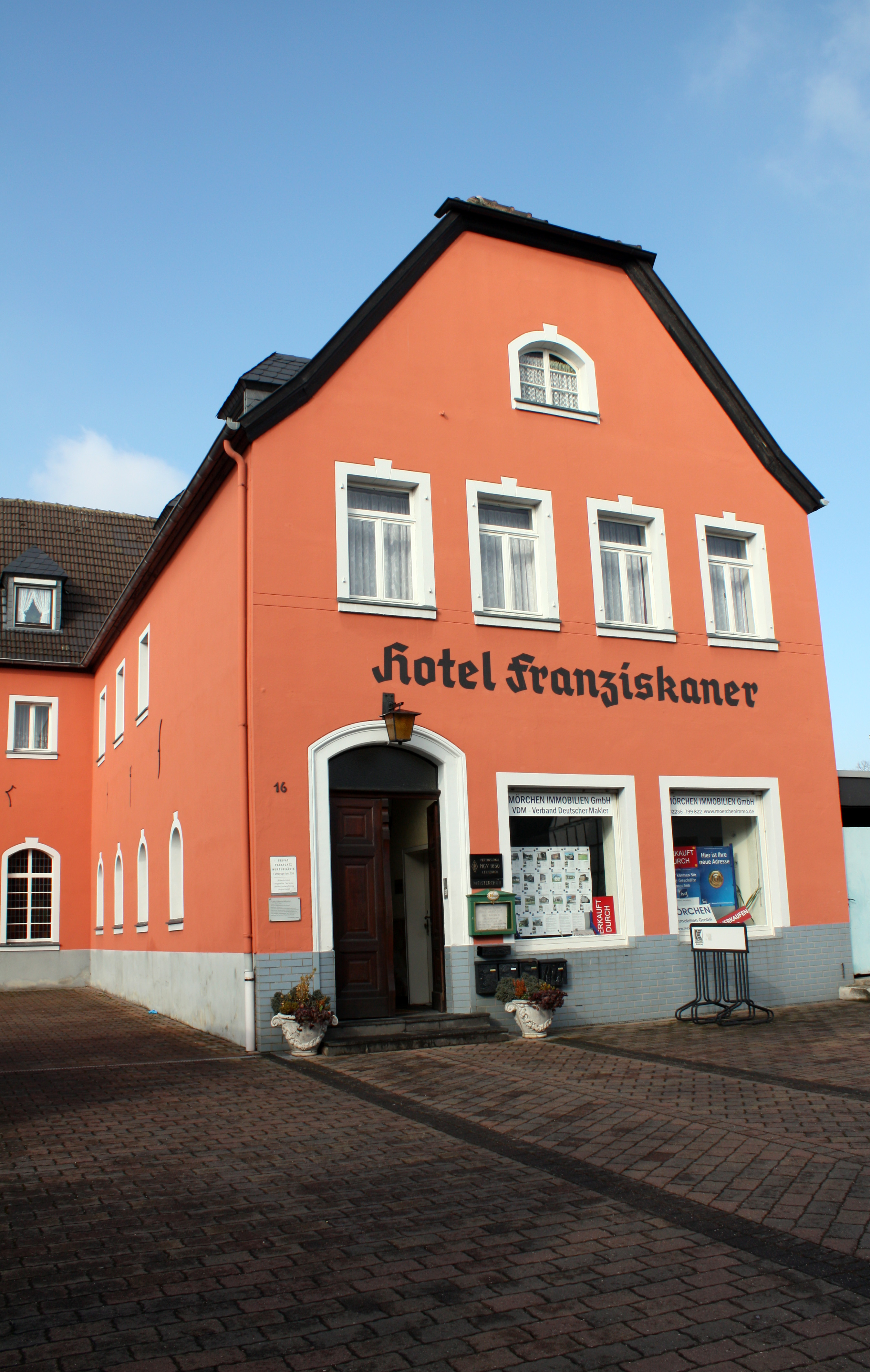
Ausschnitt
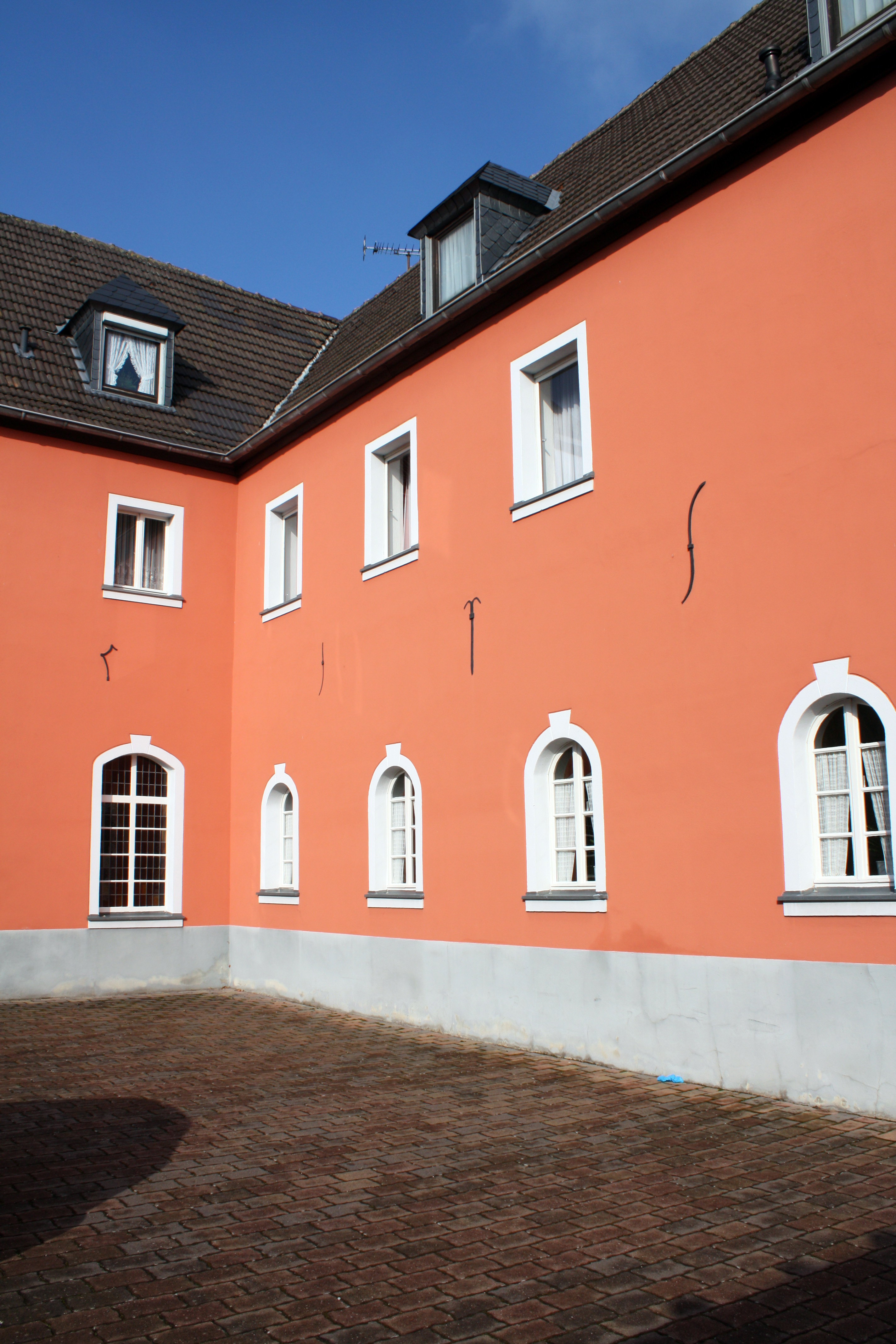
Südwand und beginnender Seitenflügel
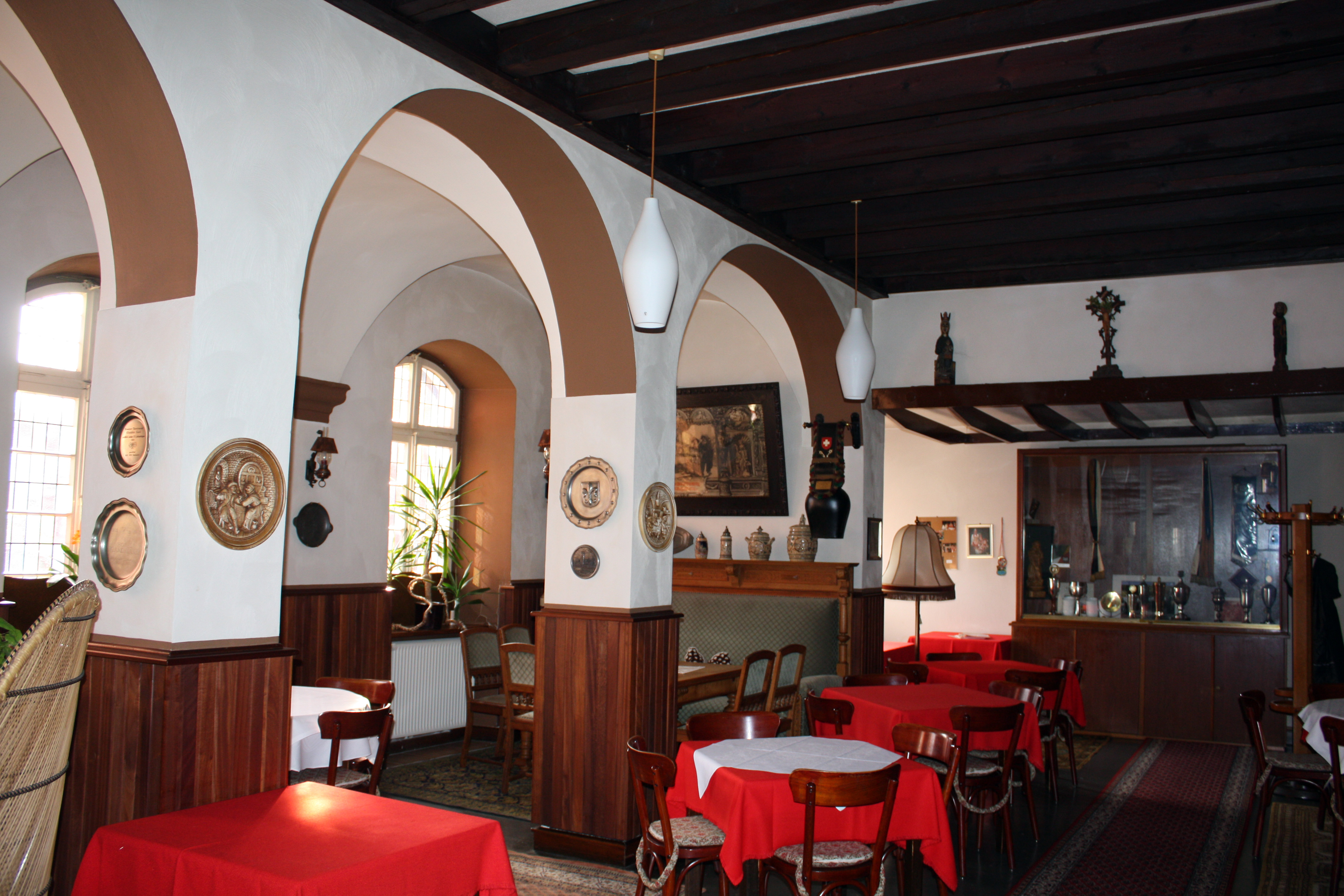
Kreuzgang als Teilbereich des Restaurants
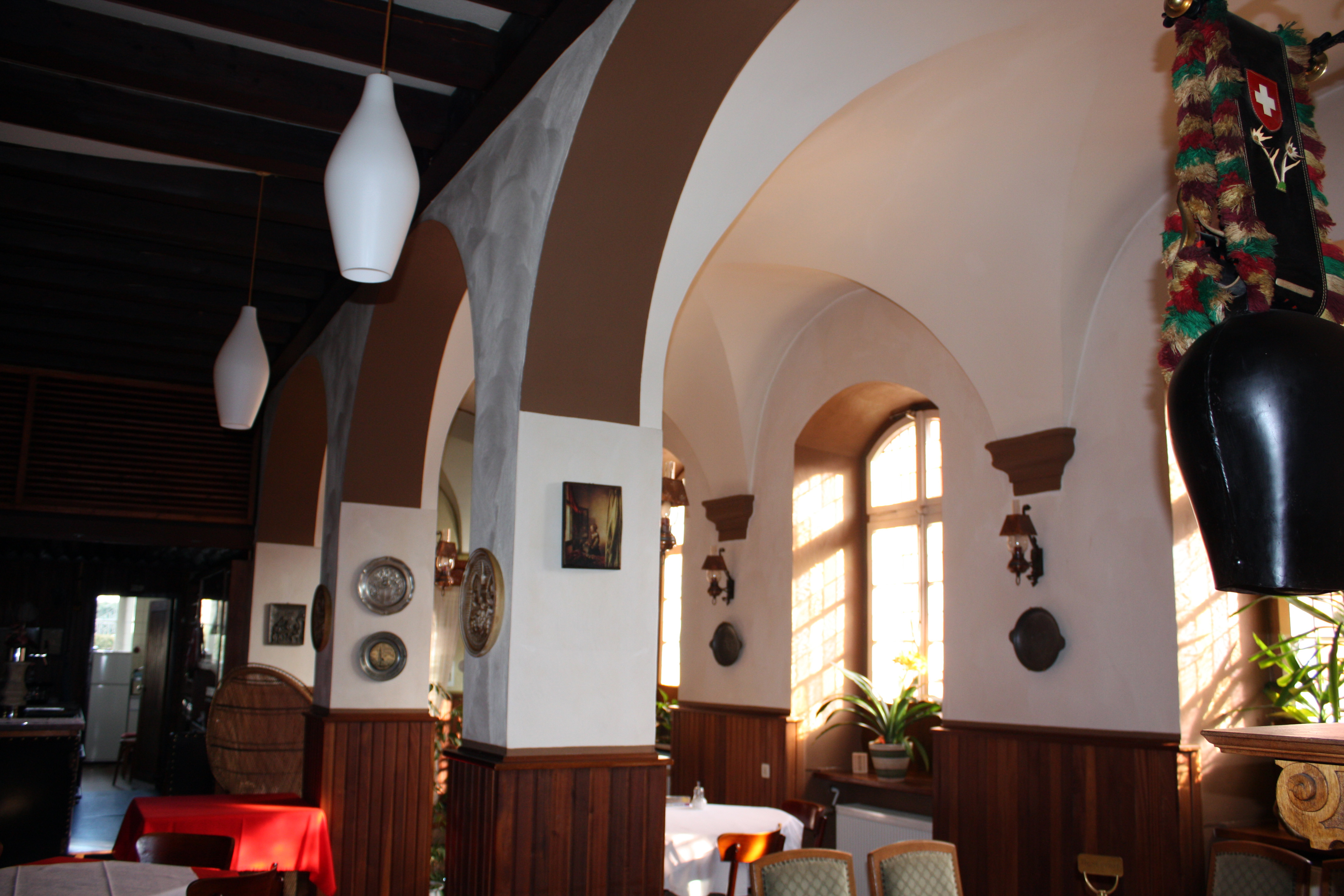
Detailansicht

Dem westlichen Trakt war an der linken südlichen Seite ein Brunnen vorgelagert, dann begann das der Labung der Insassen dienende Refektorium und der sich rechts anschließende Küchenbereich (Das Refektorium als Restaurant und die Küche dienen noch heute dem gleichen Zweck). Das Dormitorium, der Bereich, in dem die Zellen der Mönche lagen, schloss sich dem Kreuzgang an der Nordseite in der Nähe des Kirchenzugangs an.
Das ehemalige Klostergelände ist heute von privaten Wohn- und Nutzbauten bestanden. Von der alten Zeit dieses von den Klosteranlagen dominierten Viertels ist nicht mehr viel vorhanden.

## Bauliche Veränderungen

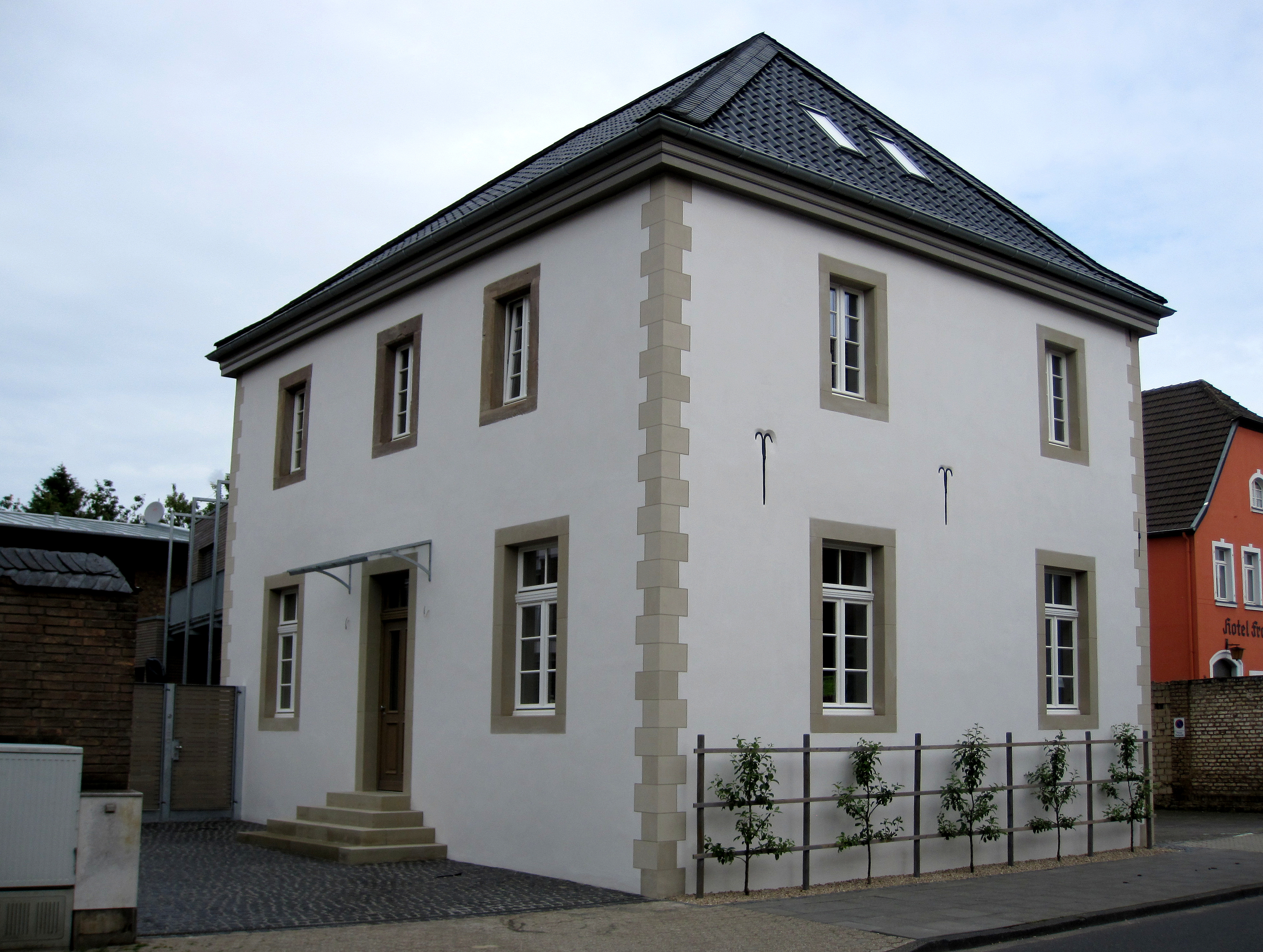
Wohnhaus nach Restaurierung

Auf der ehemaligen Klosteranlage wurden in den Jahren 2011/2012 weitere bauliche Veränderungen vorgenommen. Parallel zum ehemaligen südlichen Kreuzgang entstand ein Neubau, der an das unter Denkmalschutz stehende Wohnhaus Klosterstraße 20 anschließt. Bei der Restaurierung dieses Wohnhauses wurden die als Wohnraum in das Haus integrierte ehemalige Sakristei der Klosterkirche und ein Teil des Chores wiederentdeckt. Sie waren schon 1960 bekannt, doch galten sie seitdem als nicht mehr vorhanden. Auch ein ebenfalls in das Wohnhaus integrierter zwei Stockwerke hoher Stumpf des ehemaligen Glockenturms konnte lokalisiert werden. Die Entdeckungen entsprechen einer Skizze, die Kretschmar veröffentlicht hat.
Die unter Denkmalschutz stehenden Keller unter dem Kreuzgang sind ebenfalls erhalten und werden von den Bewohnern der über dem Kreuzgang errichteten Wohnhäuser Klosterstraße 18 genutzt.